# Nelson (Columbia Británica)
Nelson es una ciudad canadiense situada en la provincia de Columbia Británica.

## Superficie
Nelson tiene una superficie de 11,93 km².

## Demografía
En 2021, tenía 11 106 habitantes, una densidad poblacional de 930,6 hab./km², y 5314 viviendas.